# 이자 (해부학)

소화기관의 모양과 이름

이자(胰子, pancreas) 또는 췌장(膵臓)은 소화 및 분비 기관으로, 위 아랫쪽 쓸개 옆에 붙어 있다. 소화기관의 일종으로, 인슐린과 소화 효소를 분비해 혈당을 조절하고 장내 음식물을 분해한다.
이자액을 분비하며 인슐린, 글루카곤, 소마토스타틴 같은 호르몬을 분비하는 내분비샘이다.
외분비 췌장(exocrine pancreas)은 혼합된 음식물(탄수화물, 단백질, 지방)을 소화하는데에 필요한 효소 중 대부분이 생성되는 곳이다. 단백분해효소(protease), 녹말분해효소(amylolytic enzyme), 지질분해효소(lipase), 핵산분해효소(nuclease)의 네 가지로 나뉘며, 지방분해 보조효소(colipase), 트립신 억제제(trypsin inhibitor) 등 췌장 분비물의 기능에 영향을 주는 단백질이 된다. 또한 췌장의 분비능력과 장이 필요로 하는 효소를 연결하는 중요한 되먹이 기전에 관여하는 감시펩티드(monitor peptide)를 분비한다. 이자액이 없으면 3대 영양소가 모두 흡수되기 어려워지기 때문에 소화하는 데에 있어서 매우 중요한 장기라 할 수 있다.
호르몬은 이자의 '랑게르한스섬'이라는 세포군에서 분비된다. 랑게르한스섬에는 α세포와 β세포가 있는데, α세포에서는 글루카곤(glucagon)을, β세포에서는 인슐린(insulin)을 분비한다. 혈당량이 낮으면 시상 하부가 이를 감지하여 교감 신경이 자극되고 글루카곤이 분비되어 글리코겐을 포도당으로 분해되도록 촉진함으로써 혈당량을 높인다. 반면, 혈당량이 높으면 시상 하부가 이를 감지하여 부교감 신경이 자극되어 인슐린이 분비되고 포도당을 글리코겐으로 합성되도록 촉진함으로써 혈당량을 낮추는 작용을 한다.

## 구조
이자는 상복부에 위치한 분비 기관이다. 이자의 머리 부분은 십이지장에 둘러싸여 있고, 총 길이는 15cm(6 in)정도 된다.
해부학적으로 머리, 몸, 목, 꼬리 이 세 가지로 나뉜다. 두꺼운 머리 부분은 십이지장의 오목한 자리에 들어가 있고, 몸은 복부의 바닥쪽 뒤편에 있으며, 꼬리는 비장에 인접하여 있다.

## 관련 질환
췌장염, 췌장암, 당뇨병